# کوه سکیرو

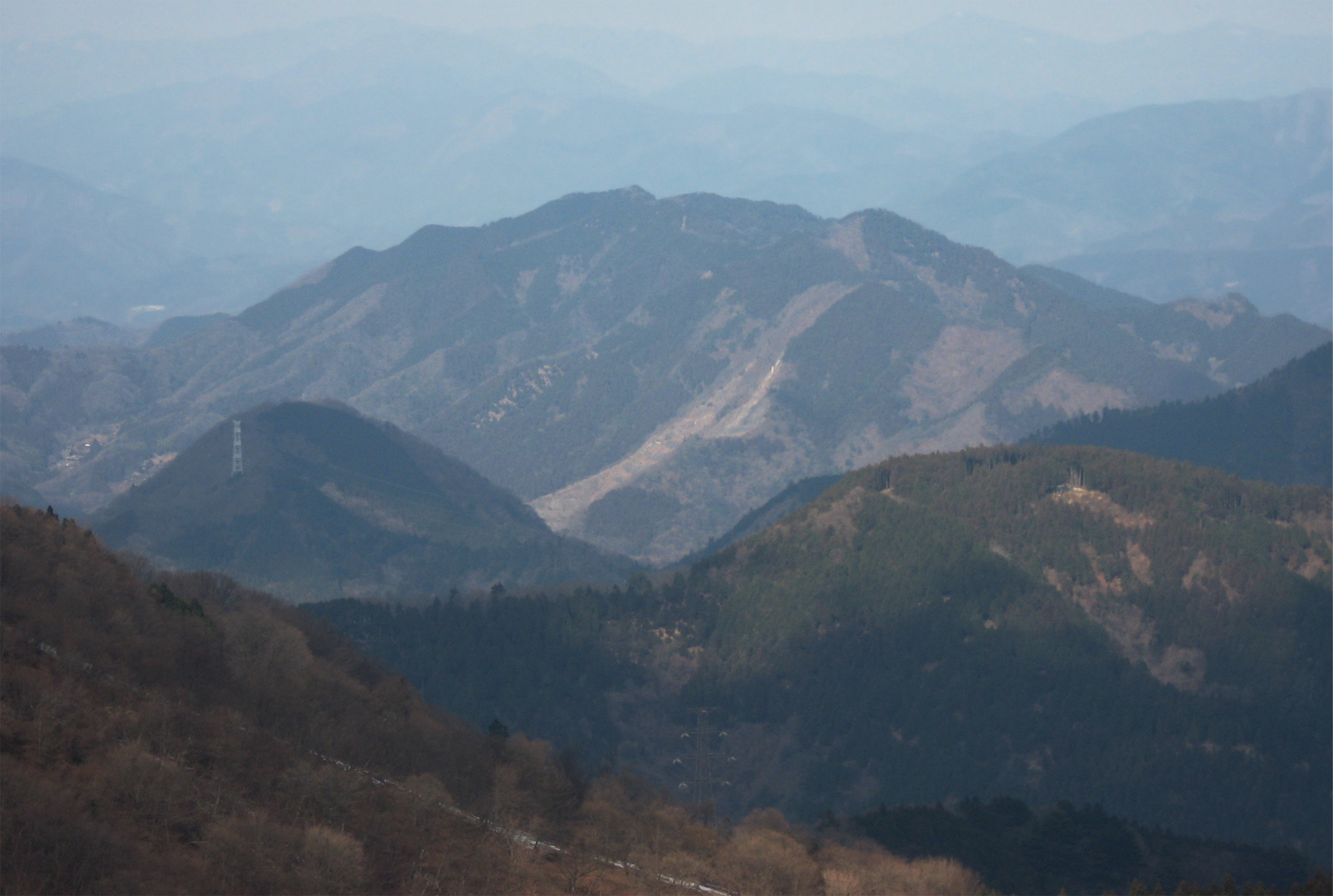
کوه سکیرو.

سکیرُوزان (به ژاپنی: 石老山 sekirozan) در استان کاناگاوا و نزدیک شهر ساگامی هارا قرار دارد. ارتفاع این کوه ۶۹۴ متر است. کوه سکیرُو یکی از کوه‌های منطقه کوهستانی تانزاوا محسوب می‌شود. معبد کِن کِئو جی در مسیر این راه کوهستانی، یکی از جاذبه‌های گردشگری در این کوه محسوب می‌شود.

## دسترسی به کوه
برای رسیدن به نقطهٔ آغازین مسیر کوه‌پیمایی در ایستگاه ساگامی کو می‌توان از خطوط قطار JR یا (Japan Railways) و از خط فرعی چو او هون سن استفاده کرد. از ایستگاه شین‌جوکو در داخل توکیو تا ایستگاه ساگامی کو در حدود ۱ ساعت با قطار طول می‌کشد. بعد در این ایستگاه با استفاده اتوبوسی که به طرف میکاگه  می‌رود، در ایستگاه سکیرُو یاماتوزان گوچی (راه ورودی کوه سکیرو) پیاده شد یا از ایستگاه قطار تا این راه ورودی پیاده راهپیمایی کرد. در صورت استفاده از ماشین شخصی می‌توان از پارکینگ دولتی در ابتدا مسیر یا پارکینگ معبد کِن کِئو جی در میانهٔ راه که تعداد محدودی جا برای پارک دارد، استفاده کرد.

## نگارخانه

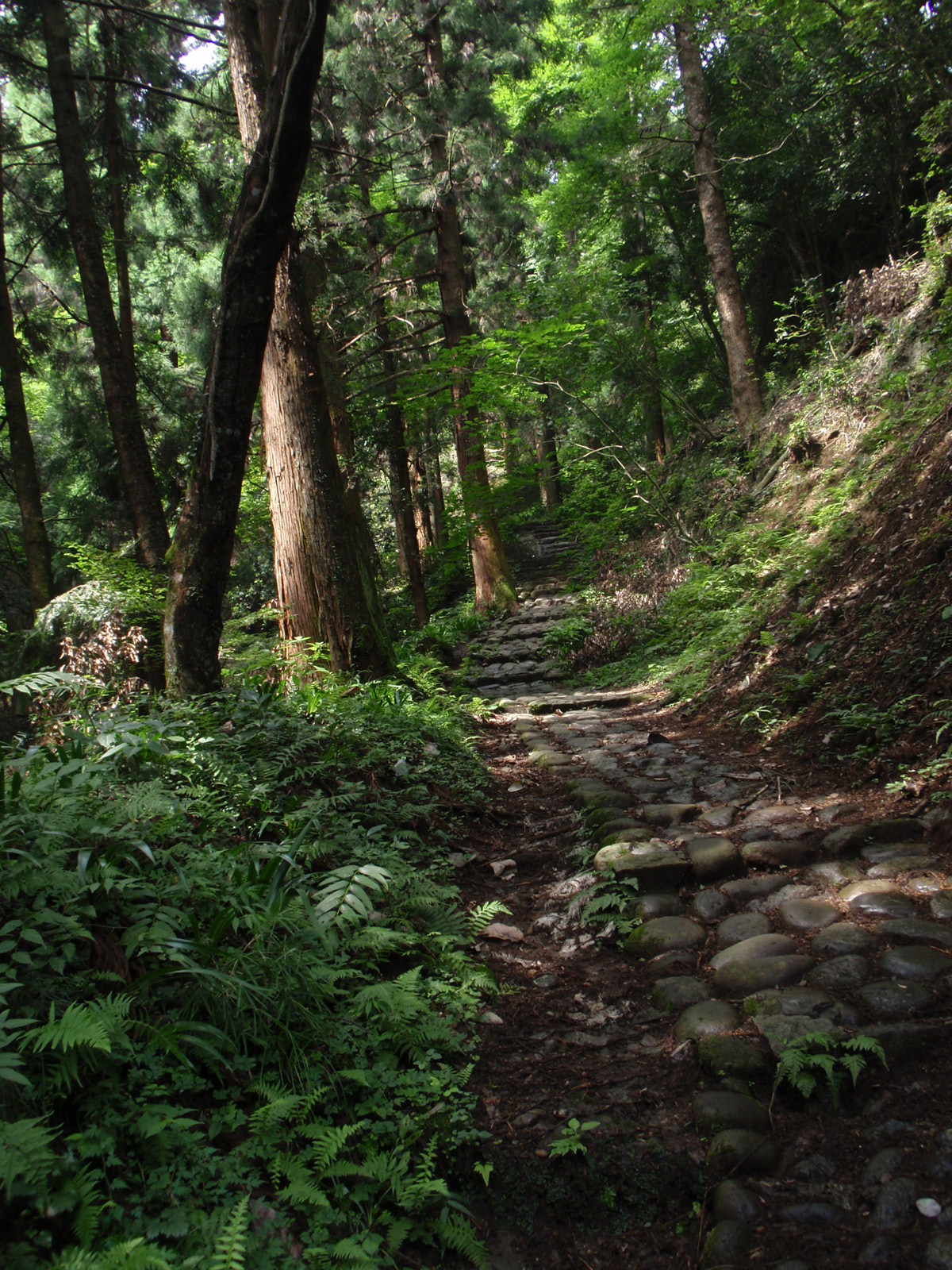
مسیر راهپیمایی در کوه سکیرُو. برای بهتر دیدن عکس بر روی آن کلیک کنید.
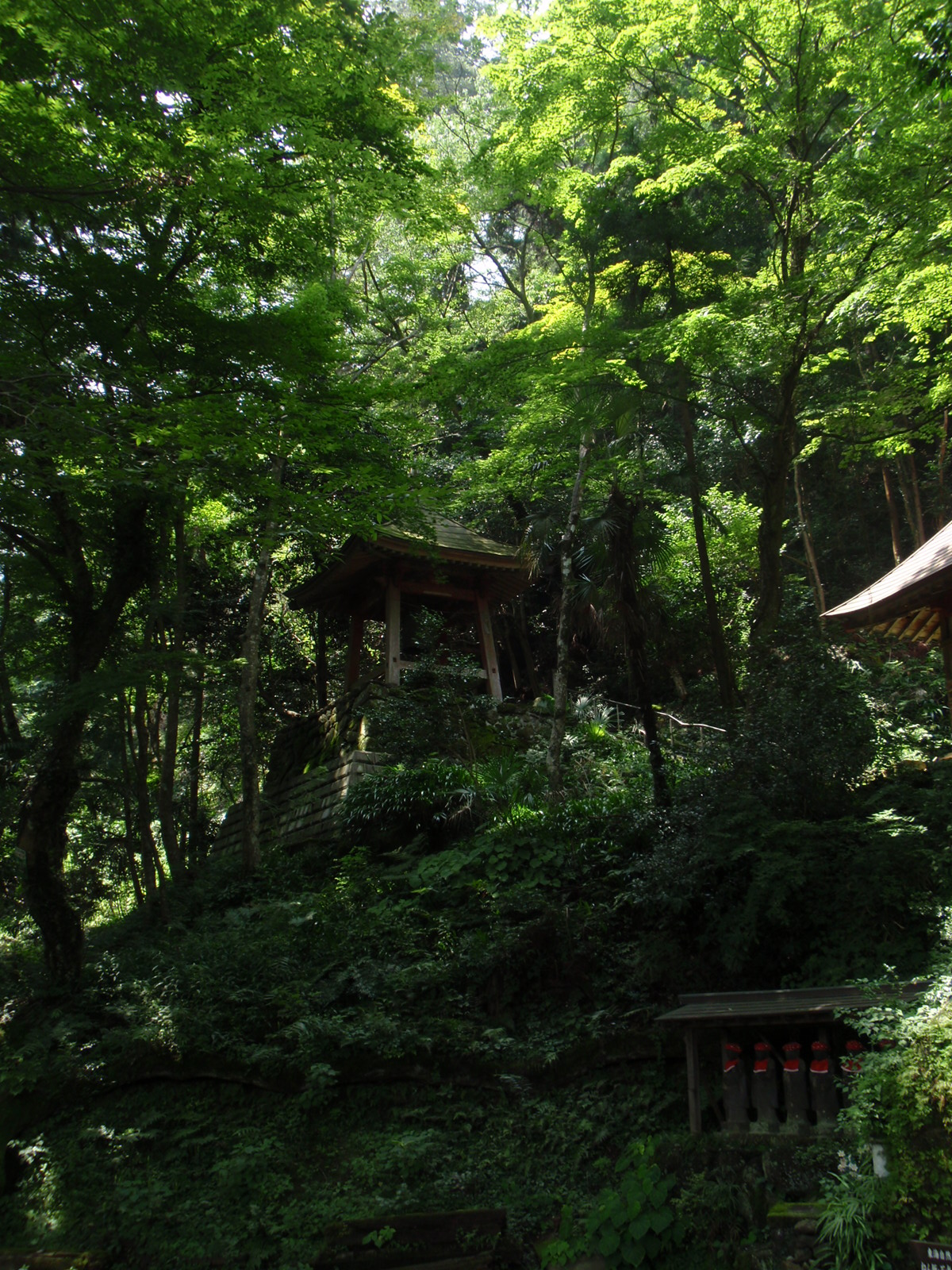
زنگِ معبد کِن کِئو جی (顕鏡寺). برای بهتر دیدن عکس بر روی آن کلیک کنید.
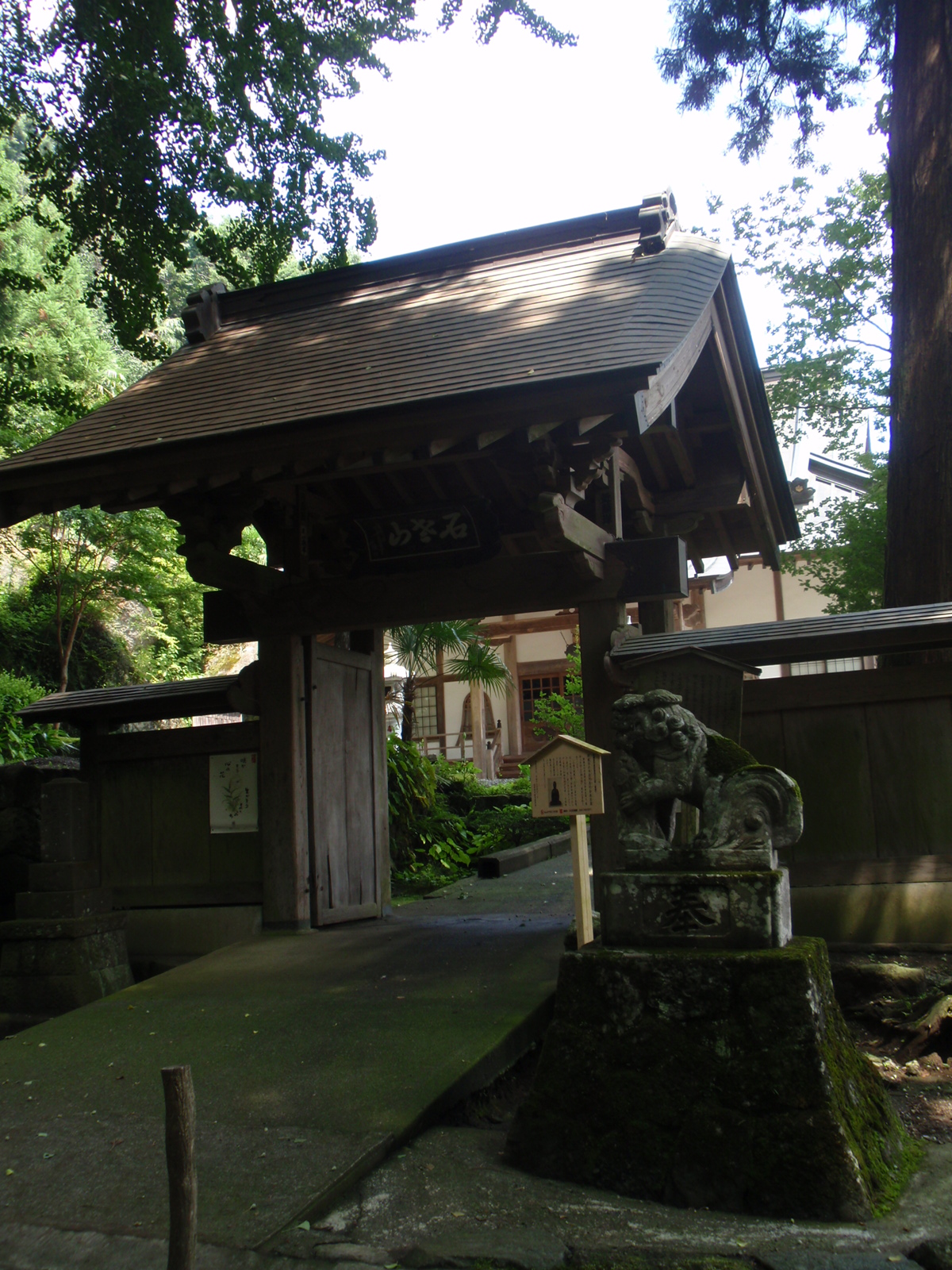
معبد کِن کِئو جی (顕鏡寺). برای بهتر دیدن عکس بر روی آن کلیک کنید.
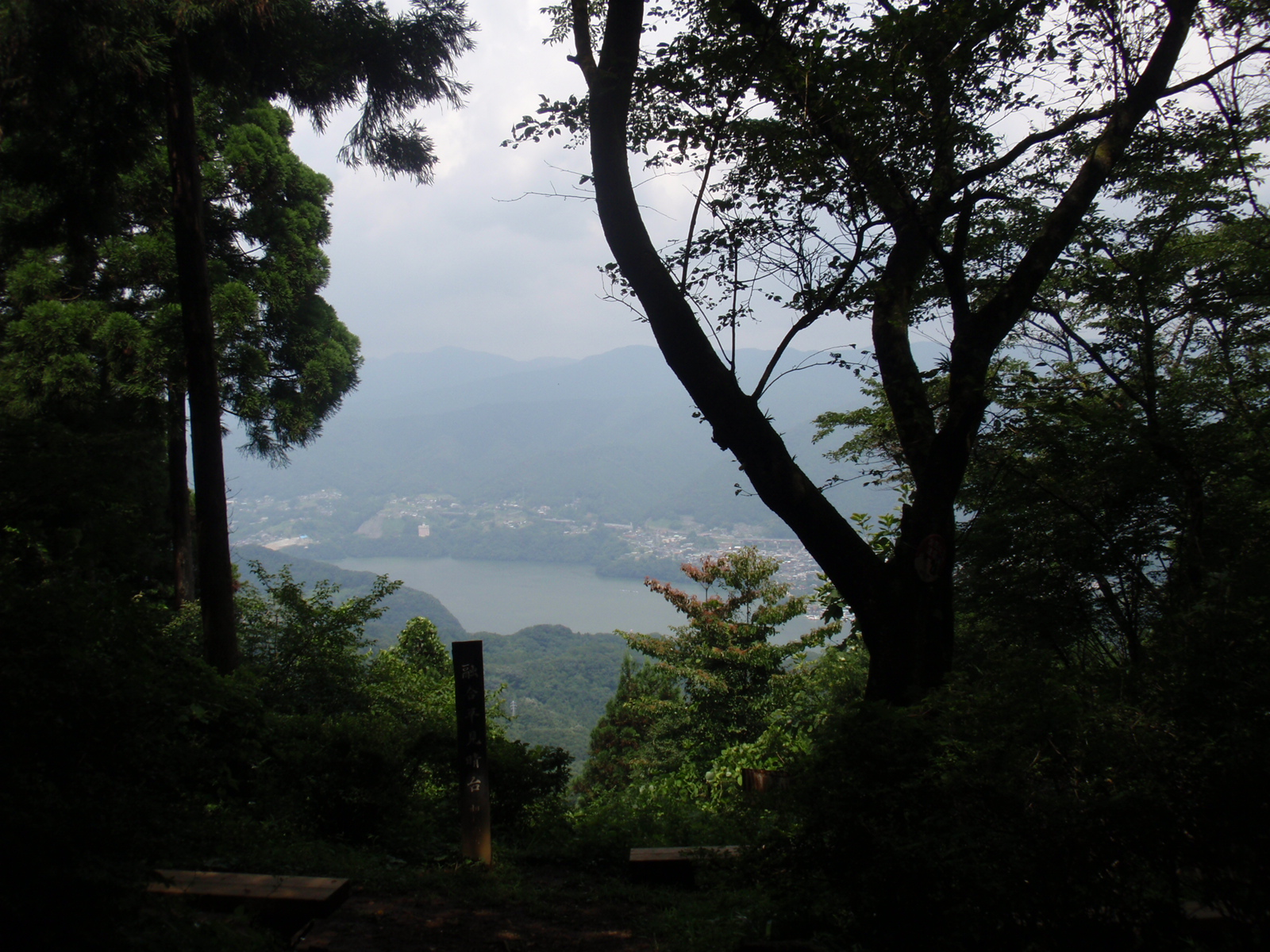
منظرهٔ دریاچهٔ ساگامی کو از کوه سکیرو. برای بهتر دیدن عکس بر روی آن کلیک کنید.

## برابرهای ژاپنی
1. ↑  神奈川県
2. ↑  相模原市
3. ↑  丹沢山地
4. ↑  顕鏡寺
5. ↑  相模湖
6. ↑  中央本線
7. ↑  新宿
8. ↑  新相模湖
9. ↑  三ヶ木
10. ↑  石老山登山口
11. ↑  顕鏡寺